# Volta al País Basc 2010
La Volta al País Basc 2010 és la 50a edició de la Volta al País Basc. La cursa es disputà en sis etapes entre el 5 i el 10 d'abril de 2010, sent la vuitena prova del Calendari mundial UCI 2010.
El vencedor fou l'estatunidenc Chris Horner, que superà Alejandro Valverde en tan sols 7" gràcies a la seva victòria en la darrera etapa. El tercer classificat fou el basc Beñat Intxausti. Amb tot, una posterior sanció per dopatge d'Alejandro Valverde va fer que tots els seus resultats fossin eliminats, per la qual cosa Intxausti passà a ser segon, Joaquim Rodríguez tercer i les dues etapes guanyades passaren a mans d'Óscar Freire.
En la classificació de la muntanya es donà la circumstància que el virtual vencedor, el basc Amets Txurruka, no pogué prendre la sortida en la darrera etapa per culpa d'una caiguda en la cinquena etapa que li provocà el trencament d'una clavícula, i que va fer que el vencedor final fou Gonzalo Rabuñal.

## Participants
En aquesta edició de la Volta al País Basc hi prendran part 20 equips de 8 corredors cadascun per un total de 159 ciclistes perquè el Team HTC-Columbia sols presenta 7 corredors. Divuit d'aquest equips són equips ProTour i dos són equips continentals professionals:
- equips ProTour: AG2R La Mondiale, Astana, Caisse d'Epargne, Euskaltel-Euskadi, Footon-Servetto, FDJ, Garmin-Transitions, Lampre-Farnese Vini, Liquigas, Omega Pharma-Lotto, Quick Step, Rabobank, Team Sky, Team HTC-Columbia, Team Katusha, Team Milram, Team Radioshack, Team Saxo Bank
- equips continentals. Andalucía Cajasur i Xacobeo Galícia

## Etapes
| Etapa    | Data       | Recorregut          | Km          | Vencedor d'etapa   | Líder de la general |
| -------- | ---------- | ------------------- | ----------- | ------------------ | ------------------- |
| 1a etapa | 5 d'abril  | Zierbena - Zierbena | 152 km      | Óscar Freire       | Óscar Freire        |
| 2a etapa | 6 d'abril  | Zierbena - Viana    | 209 km      | Óscar Freire       | Óscar Freire        |
| 3a etapa | 7 d'abril  | Viana - Amurrio     | 187 km      | Francesco Gavazzi  | Óscar Freire        |
| 4a etapa | 8 d'abril  | Murgia - Eibar      | 166 km      | Samuel Sánchez     | Christopher Horner  |
| 5a etapa | 9 d'abril  | Eibar - Orio        | 170 km      | Joaquim Rodríguez  | Christopher Horner  |
| 6a etapa | 10 d'abril | Orio                | 22 km (CRI) | Christopher Horner | Christopher Horner  |

### Etapa 1
Zierbena-Zierbena. 5 d'abril de 2010. 152 km
Etapa de mitja muntanya, amb cinc ports, tres de tercera categoria i dos de segona, el darrer d'ells a sols 19 km per a l'arribada, que provocarà el trencament del gran grup i la formació d'un grup capdavanter amb tots els favorits, a excepció de Samuel Sánchez, que es disputarà la victòria a l'esprint. Aquest és polèmic i tot i que Óscar Freire és el primer a creuar la línia d'arribada, per davant Alejandro Valverde, és desqualificat pels jutges per una suposada infracció durant l'esprint.
|   | Ciclista              | Equip              | Temps      |
| - | --------------------- | ------------------ | ---------- |
|   | Alejandro Valverde    | Caisse d'Epargne   | 3h 57' 57" |
| 1 | Óscar Freire          | Rabobank ProTeam   | m. t.      |
| 2 | Christophe Le Mével   | FDJ                | m. t.      |
| 3 | Ryder Hesjedal        | Garmin-Transitions | m. t.      |
| 4 | Aleksandr Kólobnev    | Team Katusha       | m. t.      |
| 5 | Jurgen van den Broeck | Omega Pharma-Lotto | m. t.      |

|   | Ciclista              | Equip              | Temps      |
| - | --------------------- | ------------------ | ---------- |
|   | Alejandro Valverde    | Caisse d'Epargne   | 3h 57' 57" |
| 1 | Óscar Freire          | Rabobank ProTeam   | m. t.      |
| 2 | Christophe Le Mével   | FDJ                | m. t.      |
| 3 | Ryder Hesjedal        | Garmin-Transitions | m. t.      |
| 4 | Aleksandr Kólobnev    | Team Katusha       | m. t.      |
| 5 | Jurgen van den Broeck | Omega Pharma-Lotto | m. t.      |

### Etapa 2
Zierbena-Viana. 6 d'abril de 2010, 217 km
Nova etapa de mitja muntanya i la més llarga de la present edició, amb quatre pors de tercera, un de segona i un de primera categoria, el darrer d'ells, de tercera, a sols 8 km per a l'arribada.
De nou els ports provoquen que el gran grup es trenqui i que sols un grup de 24 arriba junt a la meta per disputar-se l'esprint que aquesta vegada és guanyat netament per Alejandro Valverde per davant Óscar Freire. En l'esprint es produeix un petit trencament del grup que suposa 1" de diferència dels dos primers de l'etapa respecte a la resta de components del grup.
|   | Ciclista           | Equip               | Temps      |
| - | ------------------ | ------------------- | ---------- |
|   | Alejandro Valverde | Caisse d'Epargne    | 5h 53' 40" |
| 1 | Óscar Freire       | Rabobank ProTeam    | m. t.      |
| 2 | Francesco Gavazzi  | Lampre-Farnese Vini | + 1"       |
| 3 | Michael Albasini   | Team HTC-Columbia   | + 1"       |
| 4 | Samuel Sánchez     | Euskaltel–Euskadi   | + 1"       |
| 4 | Ryder Hesjedal     | Garmin-Transitions  | + 1"       |

|   | Ciclista           | Equip              | Temps      |
| - | ------------------ | ------------------ | ---------- |
|   | Alejandro Valverde | Caisse d'Epargne   | 9h 51' 38" |
| 1 | Óscar Freire       | Rabobank ProTeam   | m. t.      |
| 2 | Ryder Hesjedal     | Garmin-Transitions | + 1"       |
| 3 | Aleksandr Kólobnev | Team Katusha       | + 1"       |
| 4 | Rigoberto Urán     | Caisse d'Epargne   | + 1"       |
| 5 | Daniel Martin      | Garmin-Transitions | + 1"       |

### Etapa 3
Viana-Amurrio. 7 d'abril de 2010. 187 km
Etapa amb un port de segona de sortida. Després l'etapa se suavitza i hi ha tres ports de tercera a passar, el darrer d'ells a sols 16 per l'arribada.
Nova arribada a l'esprint en què Francesco Gavazzi s'imposa amb claredat a un Óscar Freire que entra mal col·locat als darrers metres. El gran grup es trenca en els darrers metres i els jutges marquen dos segons entre Freire i Valverde, per la qual cosa es produeix un canvi de líder.
|   | Ciclista          | Equip               | Temps      |
| - | ----------------- | ------------------- | ---------- |
| 1 | Francesco Gavazzi | Lampre-Farnese Vini | 4h 49' 52" |
| 2 | Óscar Freire      | Rabobank ProTeam    | m. t.      |
| 3 | Peter Velits      | Team HTC-Columbia   | m. t.      |
| 4 | Alexandr Botxarov | Team Katusha        | m. t.      |
| 5 | Samuel Sánchez    | Euskaltel–Euskadi   | m. t.      |

|   | Ciclista           | Equip              | Temps       |
| - | ------------------ | ------------------ | ----------- |
| 1 | Óscar Freire       | Rabobank ProTeam   | 14h 31' 30" |
|   | Alejandro Valverde | Caisse d'Epargne   | + 2"        |
| 2 | Ryder Hesjedal     | Garmin-Transitions | + 3"        |
| 3 | Aleksandr Kólobnev | Team Katusha       | m. t.       |
| 4 | Haimar Zubeldia    | Team RadioShack    | m. t.       |

### Etapa 4
Murgia-Eibar. 8 d'abril de 2010. 160 km
Etapa reina de la present edició, amb dos ports de tercera, tres de segona i dos de primera, el darrer d'ells a sols dos km per a l'arribada.
Victòria per a Samuel Sánchez que deixa als seus companys d'escapada en els darrers quilòmetres de l'etapa, una vegada superat el darrer port. Alejandro Valverde recupera el lideratge.
|   | Ciclista           | Equip             | Temps      |
| - | ------------------ | ----------------- | ---------- |
| 1 | Samuel Sánchez     | Euskaltel–Euskadi | 4h 05' 16" |
|   | Alejandro Valverde | Caisse d'Epargne  | + 2"       |
| 2 | Robert Gesink      | Rabobank ProTeam  | m. t.      |
| 3 | Chris Horner       | Team RadioShack   | m. t.      |
| 4 | Beñat Intxausti    | Euskaltel–Euskadi | + 33"      |

|   | Ciclista               | Equip              | Temps       |
| - | ---------------------- | ------------------ | ----------- |
|   | Alejandro Valverde     | Caisse d'Epargne   | 18h 46' 50" |
| 1 | Chris Horner           | Team RadioShack    | + 1"        |
| 2 | Robert Gesink          | Rabobank ProTeam   | m. t.       |
| 3 | Jean-Christophe Peraud | Omega Pharma-Lotto | + 32"       |
| 4 | Beñat Intxausti        | Euskaltel–Euskadi  | m. t.       |

### Etapa 5
Eibar-Orio. 9 d'abril de 2010. 170 km
Etapa de mitja muntanya, amb tres ports de tercera i tres més de segona, els dos darrers d'ells a menys de 20 km per a l'arribada.
Vitòria de Joaquim Rodríguez que ha aprofitat la primera de les ascensions al port d'Aia per atacar i marxar en solitari. Per darrere Robert Gesink perd totes les opcions en perdre més d'un minut a l'arribada i Valverde manté el lideratge.
|   | Ciclista           | Equip             | Temps      |
| - | ------------------ | ----------------- | ---------- |
| 1 | Joaquim Rodríguez  | Team Katusha      | 4h 07' 52" |
| 2 | Samuel Sánchez     | Euskaltel–Euskadi | + 14"      |
|   | Alejandro Valverde | Caisse d'Epargne  | m. t.      |
| 3 | Chris Horner       | Team RadioShack   | m. t.      |
| 4 | Sandy Casar        | FDJ               | + 20"      |

|   | Ciclista               | Equip              | Temps       |
| - | ---------------------- | ------------------ | ----------- |
|   | Alejandro Valverde     | Caisse d'Epargne   | 22h 54' 56" |
| 1 | Chris Horner           | Team RadioShack    | + 1"        |
| 2 | Joaquim Rodríguez      | Team Katusha       | + 34"       |
| 3 | Jean-Christophe Peraud | Omega Pharma-Lotto | + 38"       |
| 4 | Beñat Intxausti        | Euskaltel–Euskadi  | m. t.       |

### Etapa 6
Orio-Aia-Orio (CRI). 10 d'abril de 2010. 22 km
Contrarellotge individual molt dura, amb el pas per Aia al km 7 i l'alt de Txanka a manca d'un quilòmetre.
Christopher Horner, que estava 1" per darrere Alejandro Valverde a l'inici de l'etapa, s'ha imposat en l'etapa i de retruc en la classificació general d'aquesta edició, en superar-lo per 8".
|   | Ciclista           | Equip             | Temps   |
| - | ------------------ | ----------------- | ------- |
| 1 | Christopher Horner | Team RadioShack   | 32' 33" |
|   | Alejandro Valverde | Caisse d'Epargne  | + 8"    |
| 2 | Maxime Monfort     | Team HTC-Columbia | + 13"   |
| 3 | Michael Rogers     | Team HTC-Columbia | + 18"   |
| 4 | Beñat Intxausti    | Euskaltel–Euskadi | + 21"   |

|   | Ciclista               | Equip              | Temps       |
| - | ---------------------- | ------------------ | ----------- |
| 1 | Christopher Horner     | Team RadioShack    | 23h 27' 30" |
|   | Alejandro Valverde     | Caisse d'Epargne   | + 7"        |
| 3 | Beñat Intxausti        | Euskaltel–Euskadi  | + 58"       |
| 4 | Joaquim Rodríguez      | Team Katusha       | + 1' 06"    |
| 5 | Jean-Christophe Peraud | Omega Pharma-Lotto | + 1' 10"    |

## Classificacions finals

### Classificació general
|    | Ciclista               | Equip              | Temps       |
| -- | ---------------------- | ------------------ | ----------- |
| 1  | Christopher Horner     | Team RadioShack    | 23h 27' 30" |
|    | Alejandro Valverde     | Caisse d'Epargne   | + 7"        |
| 2  | Beñat Intxausti        | Euskaltel–Euskadi  | + 58"       |
| 3  | Joaquim Rodríguez      | Team Katusha       | + 1' 06"    |
| 4  | Jean-Christophe Peraud | Omega Pharma-Lotto | + 1' 10"    |
| 5  | Marco Pinotti          | Team HTC-Columbia  | + 1' 18"    |
| 6  | Sandy Casar            | FDJ                | + 1' 47"    |
| 7  | Samuel Sánchez         | Euskaltel–Euskadi  | + 1' 58"    |
| 8  | Robert Gesink          | Rabobank ProTeam   | + 1' 59"    |
| 9  | Dries Devenyns         | Quick Step         | + 2' 27"    |
| 10 | Jurgen van den Broeck  | Omega Pharma-Lotto | + 2' 37"    |

### Classificació de la muntanya
|   | Ciclista         | Equip             | Punts |
| - | ---------------- | ----------------- | ----- |
| 1 | Gonzalo Rabuñal  | Xacobeo Galícia   | 23    |
| 2 | Alberto Benítez  | Footon-Servetto   | 19    |
| 3 | Michael Albasini | Team HTC-Columbia | 16    |

### Classificació de la regularitat
|   | Ciclista           | Equip             | Punts |
| - | ------------------ | ----------------- | ----- |
|   | Alejandro Valverde | Caisse d'Epargne  | 106   |
| 1 | Samuel Sánchez     | Euskaltel–Euskadi | 79    |
| 2 | Óscar Freire       | Rabobank ProTeam  | 60    |
| 3 | Chris Horner       | Team RadioShack   | 53    |

### Classificació de les metes volants
|   | Ciclista        | Equip             | Punts |
| - | --------------- | ----------------- | ----- |
| 1 | Christian Meier | Garmin-Slipstream | 14    |
| 2 | Jakob Fuglsang  | Team Saxo Bank    | 9     |
| 3 | Egoi Martínez   | Euskaltel–Euskadi | 9     |

### Classificació per equips
|   | Equip             | Temps       |
| - | ----------------- | ----------- |
| 1 | Team HTC-Columbia | 70h 28' 40" |
| 2 | Team Radioshack   | + 17"       |
| 3 | Euskaltel–Euskadi | + 2' 17"    |

## Evolució de les classificacions
| Etapa (Vencedor)              | Classificació general | Classificació de la muntanya | Classificació de la regularitat | Classificació de les metes volants | Classificació per equips |
| ----------------------------- | --------------------- | ---------------------------- | ------------------------------- | ---------------------------------- | ------------------------ |
| 1ª etapa (Óscar Freire)       | Alejandro Valverde    | Gonzalo Rabuñal              | Alejandro Valverde              | Christian Meier                    | RadioShack               |
| 2ª etapa (Óscar Freire)       | Alejandro Valverde    | Gonzalo Rabuñal              | Alejandro Valverde              | Christian Meier                    | RadioShack               |
| 3ª etapa (Francesco Gavazzi)  | Óscar Freire          | Gonzalo Rabuñal              | Óscar Freire                    | Christian Meier                    | RadioShack               |
| 4ª etapa (Samuel Sánchez)     | Alejandro Valverde    | Amets Txurruka               | Alejandro Valverde              | Christian Meier                    | RadioShack               |
| 5ª etapa (Joaquim Rodríguez)  | Alejandro Valverde    | Amets Txurruka               | Alejandro Valverde              | Christian Meier                    | RadioShack               |
| 6ª etapa (CRI) (Chris Horner) | Chris Horner          | Gonzalo Rabuñal              | Alejandro Valverde              | Christian Meier                    | Team HTC-Columbia        |
| Final                         | Chris Horner          | Gonzalo Rabuñal              | Samuel Sánchez                  | Christian Meier                    | Team HTC-Columbia        |

## Punts UCI
| #  | Ciclista               | Equip | Punts |
| -- | ---------------------- | ----- | ----- |
| 1  | Christopher Horner     | RSH   | 108   |
| 2  | Alejandro Valverde     | GCE   | 102   |
| 3  | Beñat Intxausti        | EUS   | 72    |
| 4  | Joaquim Rodríguez      | KAT   | 66    |
| 5  | Jean-Christophe Péraud | OLO   | 50    |
| 6  | Marco Pinotti          | THR   | 40    |
| 7  | Samuel Sánchez         | EUS   | 32    |
| 8  | Sandy Casar            | FDJ   | 31    |
| 9  | Robert Gesink          | RAB   | 10    |
| 10 | Francesco Gavazzi      | LAM   | 8     |
| 11 | Oscar Freire           | RAB   | 8     |
| 12 | Christophe Le Mével    | FDJ   | 4     |
| 13 | Dries Devenyns         | QST   | 4     |
| 14 | Peter Velits           | THR   | 2     |
| 15 | Ryder Hesjedal         | GRM   | 2     |
| 16 | Maxime Monfort         | THR   | 2     |
| 17 | Aleksandr Kólobnev     | KAT   | 1     |
| 18 | Jurgen van den Broeck  | OLO   | 1     |
| 19 | Michael Albasini       | THR   | 1     |
| 20 | Michael Rogers         | THR   | 1     |
| 21 | Alexandre Botxarov     | KAT   | 1     |

| #  | Equip                 | Punts |
| -- | --------------------- | ----- |
| 1  | Team RadioShack       | 108   |
| 2  | Euskaltel–Euskadi     | 104   |
| 3  | Caisse d'Epargne      | 102   |
| 4  | Team Katusha          | 68    |
| 5  | Omega Pharma-Lotto    | 51    |
| 6  | Team HTC-Columbia     | 46    |
| 7  | La Française des Jeux | 35    |
| 8  | Rabobank              | 18    |
| 9  | Lampre-Farnese Vini   | 8     |
| 10 | Quick Step            | 4     |
| 11 | Garmin-Transitions    | 2     |

| #  | País          | Punts |
| -- | ------------- | ----- |
| 1  | Espanya       | 280   |
| 2  | Estats Units  | 108   |
| 3  | França        | 85    |
| 4  | Itàlia        | 48    |
| 5  | Països Baixos | 10    |
| 6  | Bèlgica       | 7     |
| 7  | Eslovàquia    | 2     |
| 8  | Canadà        | 2     |
| 9  | Rússia        | 2     |
| 10 | Suïssa        | 1     |
| 11 | Austràlia     | 1     |